# Natabuela
Los natabuelas constituyen uno de los pueblos étnicos de la nacionalidad indígena kichwa de Ecuador. Habitan principalmente en el cantón Antonio Ante de la provincia de Imbabura, en la sierra norte ecuatoriana.

## Historia
Sobre el origen del pueblo Natabuela y su etnónimo se tienen dos versiones: por un lado, que pudo provenir de algún grupo humano cayapa proveniente de Esmeraldas, pues en esta lengua barbocoana, nata significaría «ancestros» y buela, unidad colectiva. La otra hipótesis sostiene que el pueblo sería fruto del mestizaje indígena caranqui-inca, y que «Natabuela» significaría en quechua «aborigen del bosque».
Durante la Colonia y gran parte de la vida republicana de Ecuador, hasta la época de la Reforma Agraria, la mayor parte de las generaciones anteriores del actual pueblo trabajaron como peones de la hacienda Anafo. Su aporte también fue indispensable en la construcción de un tramo del ferrocarril de la Revolución Liberal y de la carretera Ibarra-Quito.

## Ubicación geográfica
Se encuentran asentados en 17 comunidades de la provincia de Imbabura, en las siguientes parroquias:

### Cantón Antonio Ante
- San Francisco de Natabuela
- Andrade Marín
- San José de Chaltura

### Cantón Ibarra
- San Antonio de Ibarra

## Prácticas productivas
La agricultura es la principal actividad de este pueblo, destacando el cultivo de maíz, hortalizas y otros cereales. Se desempeñan además como obreros de construcción y artesanos en las vecinas ciudades de Ibarra y Atuntaqui, en donde también han contribuido como mano de obra del sector textil. 

## Prácticas culturales y tradiciones
El pueblo Natabuela ha abandonado el uso de la lengua quechua, a diferencia de las otras comunidades indígenas de Imbabura y la Sierra ecuatoriana. Sin embargo, no han dejado otras prácticas y celebraciones, como el Inti Raymi o fiesta del solsticio de invierno del hemisferio sur, u otras festividades sincréticas como Semana Santa, Corpus Christi o la fiesta de la Virgen del Carmen.
La indumentaria tradicional natabuela es uno de los símbolos más visibles de este pueblo. Destaca por el empleo por parte de los varones de un sombrero de lana prensada y ala ancha, muy parecido en proporción al sombrero charro mexicano, que complementan con una camisa y pantalón blancos, con ponchos de colores rosado y celeste. Las mujeres emplean blusas bordades de vivos colores.
La medicina tradicional o  Jambi Yachak es otra práctica que se ha preservado, al igual que la minga o trabajo comunitario.